# Loossemble
Loossemble (kor.: 루셈블) – południowokoreański girls band utworzony przez CTDENM. Grupa składa się z pięciu członkiń: ViVi, Hyunjin, Gowon, HyeJu i YeoJin. Zadebiutowała 15 września 2023 roku singlem „Sensitive” z ich debiutanckiego minialbumu „Loossemble”.

## Nazwa zespołu
Nazwa grupy to kombinacja słów „Loona” i „Assemble”, zdefiniowanych przez CTDENM jako „pięć członkiń Loona zebranych w nową jedność”.

## Kariera

### Od 2023: Debiut jako Loossemble
11 czerwca 2023 roku CTDENM ogłosiło, że HyunJin oraz ViVi podpisały kontrakt z agencją po wygranej batalii sądowej przeciwko BlockBerryCreative.
5 lipca 2023 roku ogłoszono, że Go Won, HyeJu (dawniej Olivia Hye) i YeoJin podpisały ekskluzywne kontrakty na wyłączność z CTDENM po finalnym werdykcie z 5-go czerwca w sprawie unieważnienia kontraktów z BlockBerry reszty członkiń LOONA.
31 lipca CTDENM ogłosiło, że członkinie zadebiutują ponownie jako Loossemble. Trzy dni później ogłoszono, że grupa wyruszy na ceremonię debiutu Loona Assemble w USA, która rozpocznie się 15 września. Trasa zakończy się „finałem” po powrocie grupy do Korei Południowej.
23 sierpnia ogłoszono, że Loossemble zadebiutują 15 września, wraz z rozpoczęciem swojej trasy koncertowej z minialbumem „Loossemble”.
20 września ogłoszono, że BlockBerryCreative przegrało pozew wniesiony przeciwko CTDENM za używanie nazwy LOONA w nazwie grupy i promocjach. Umożliwiło to zatem grupie zachować swoją nazwę i rozpocząć promocję w Korei Południowej po zakończeniu trasy w Stanach w październiku. 

## Członkinie
| Pseudonim   | Pseudonim | Prawdziwe imię             | Pozycja w grupie |
| Latynizacja | Hangul    | Prawdziwe imię             | Pozycja w grupie |
| ----------- | --------- | -------------------------- | ---------------- |
| Hyunjin     | 현진      | Kim Hyunjin (kor. 김현진)  | liderka          |
| Yeojin      | 여진      | Im Yeojin (kor. 임여진)    | maknae           |
| Vivi        | 비비      | Wong Kahei (chiń. 黃珈熙)  |                  |
| Gowon       | 고원      | Park Chaewon (kor. 박채원) |                  |
| Hyeju       | 혜주      | Son Hyeju (kor. 손혜주)    |                  |

## Dyskografia

### Minialbumy
| Rok  | Dane dot. albumu                                                                                                  | Najwyższa pozycja | Sprzedaż       |
| Rok  | Dane dot. albumu                                                                                                  | KOR               | Sprzedaż       |
| ---- | --- | ----------------- | -------------- |
| 2023 | Loossemble - Wydany: 15 września 2023 - Wytwórnia: CTDENM, Warner Music - Format: CD, digital download, streaming | 6                 | - KOR: 61 102+ |

## Teledyski
| Tytuł     | Rok Wydania | Reżyser                    |
| --------- | ----------- | -------------------------- |
| Sensitive | 2023        | Jang Gu-sang (Studio Goyu) |

## Koncerty i trasy koncertowe
| Data                   | Miasto      | Kraj              | Miejsce odbycia się koncertu       |
| ---------------------- | ----------- | ----------------- | ---------------------------------- |
| 15 września 2023 r.    | Nowy Jork   | Stany Zjednoczone | The Theater at MSG                 |
| 20 września 2023 r.    | Waszyngton  | Stany Zjednoczone | The Theater at MGM National Harbor |
| 22 września 2023 r.    | Atlanta     | Stany Zjednoczone | Gas South Arena                    |
| 24 września 2023 r.    | Chicago     | Stany Zjednoczone | Chicago Theatre                    |
| 26 września 2023 r.    | Houston     | Stany Zjednoczone | Smart Financial Centre             |
| 29 września 2023 r.    | Fort Worth  | Stany Zjednoczone | Will Rogers Auditorium             |
| 5 października 2023 r. | Oakland     | Stany Zjednoczone | Paramount Theatre                  |
| 7 października 2023 r. | Los Angeles | Stany Zjednoczone | Kia Forum                          |
| TBA                    | TBA         | Korea Południowa  | TBA                                |